# Karanggude Kulon
Karanggude Kulon is een bestuurslaag in het regentschap Banyumas van de provincie Midden-Java, Indonesië. Karanggude Kulon telt 5113 inwoners (volkstelling 2010).